# 城东乡 (三明市)
城东乡是中国福建省三明市三元区已撤销的一个乡。
2020年6月，撤销城东乡，下辖的7个行政村按就近原则并入毗邻的街道，其中城东村并入城关街道，白沙、台江村并入白沙街道，城南、村头村并入富兴堡街道，荆西、荆东村并入荆西街道。

## 行政区划
原城东乡共辖7个行政村，分别是：
白沙村、台江村、城南村、村头村、荆西村、荆东村和城东村。